# Waldez Góes
Waldez Góes, né le 29 octobre 1961 à Gurupá, est un homme politique brésilien, affilié au Parti démocratique travailliste. Il est ministre de l'Intégration et du Développement régional dans le troisième gouvernement de Lula depuis le 1er janvier 2023.
Rejoignant le PDT en 1989, il est élu député d'État de Pará entre 1991 et 1999 puis est élu gouverneur de l'État d'Amapá, durant deux mandats non consécutifs, entre 2003 et 2010 et 2015 et 2023.

## Biographie

### Jeunesse et parcours professionnel
Waldez Góe, né à Gurupá dans l'État de Pará, le plus jeune d'une fratrie de seize frères est le fils du seringueiro Otacílio Silva et d'Isaura Góes. Au cours de son enfance, il déménage au sein de l'état d'Amapá et suit un parcours scolaire traditionnel au sein d'une école et d'un collège de l'état.
Mais en 1981, il retourne dans l'État de Pará à Castanhal pour commencer un cours de technicien agricole à l'École fédérale agrotechnique de Castanhal, qu'il a obtenu la même année. De retour à Amapá en 1983, il commence sa carrière professionnelle dans la fonction publique, occupant pendant onze ans le poste d'agent d'activité agricole dans l'Assistance technique et l'extension rurale d'Amapá (Aster).
En 1993, Waldez Góes épouse Marília Góes (pt), qui travaille également dans la vie politique d'Amapá, et qui devient députée d'État en 2011, également membre du PDT. Marília est également chef de la police civile et est mère de sept enfants avec Waldez.
En 1998, après avoir subi une défaite pour le poste de gouverneur de l'État d'Amapá, Waldez Góes s'installe à Rio de Janeiro, et il étudie la politique publique à l'université fédérale de Rio de Janeiro et commence un cursus de droit à l'université Estácio de Sá. Après deux années, Góes n'a pas terminé le cursus de droit et est retourné à Amapá afin de poursuivre ses activités politiques.

### Parcours politique

#### Élu local d'Amapá
En 1989, Waldez Góes rejoint le Parti démocratique travailliste et se présente à sa première élection en 1990 pour être élu député d'État d'Amapá, il est élu puis réélu en 1995, avec le même parti.
En 1996, il se présente afin d'être élu maire de Macapá, la capitale de l'État d'Amapá, avec une large coalition de partis de gauche (le PT, PCdoB, PSB...). À l'issue de l'élection, il termine à la seconde place et n'est pas élu, avec seulement 24 132 voix et Aníbal Barcelos (pt) (PFL) est élu.
En 1998, il tente d'être élu en tant que gouverneur d'Amapá, avec une coalition restreinte (PT, PTdoB et le PSC), mais termine à nouveau à la seconde place, battu par João Capiberibe (pt) (PSB).
En 1999, il part s'installer à Rio de Janeiro pour collaborer au sein de l'administration du nouveau gouverneur élu de l'État de Rio de Janeiro Anthony Garotinho (PDT).

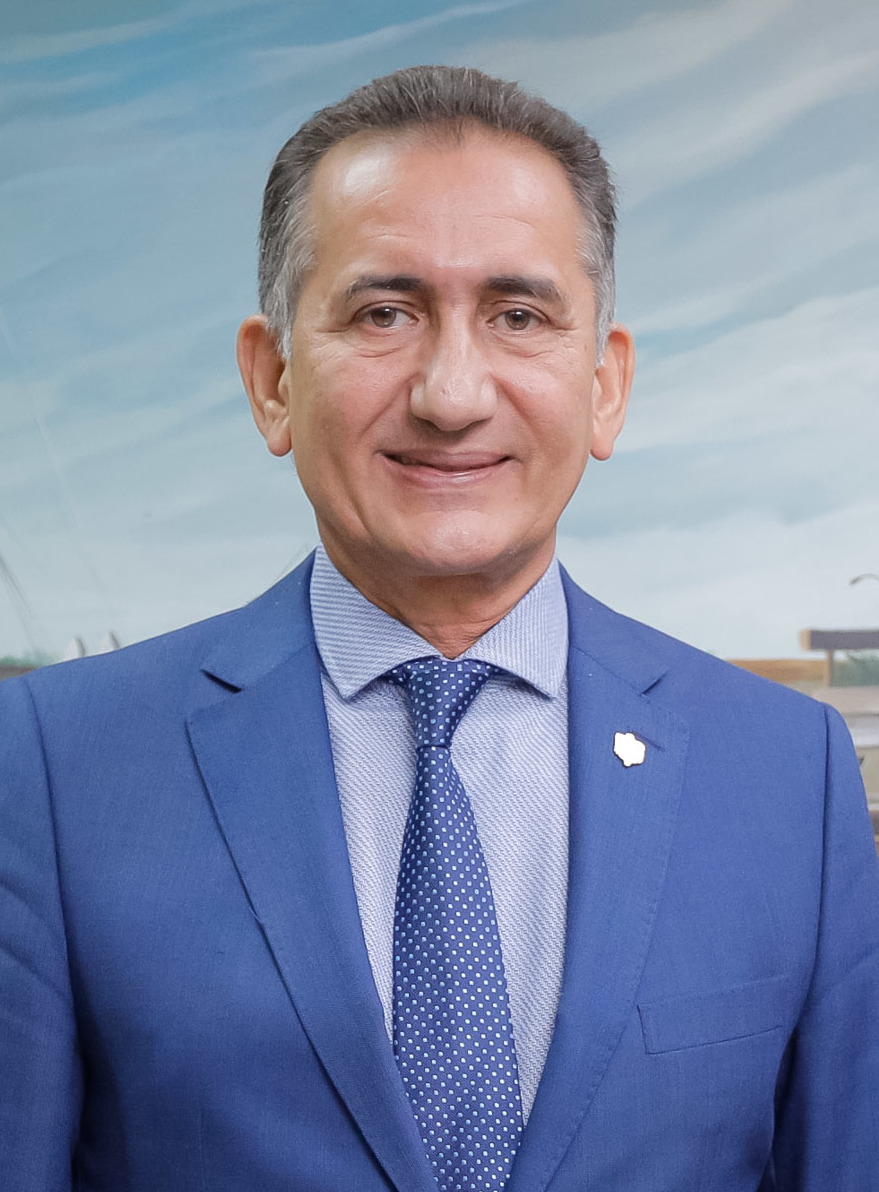
Waldez Góes en 2019.

#### Gouverneur d'Amapá
De retour dans l'état d'Amapá en 2002, il est élu gouverneur au second tour lors de l'élection la même année, face à Dalva Figueiredo (pt) (PT).
En octobre 2006, il se présente en tant que gouverneur sortant, il est réélu dès le premier tour. Mais le 1er avril 2010, il quitte sa fonction de gouverneur afin d'être candidat à la fonction de sénateur, laissant sa fonction au vice-gouverneur Pedro Paulo Dias (pt).
Néanmoins en octobre 2010, à l'issue du premier tour et avec 106 751 voix il n'est pas élu, étant battu par Randolfe Rodrigues (PSOL) et João Capiberibe (pt) (PSB).
En octobre 2014, il se présente à nouveau en tant que candidat à la fonction de gouverneur de l'État d'Amapá, et il est élu pour la troisième fois avec 220 256 voix. Il gagne face au gouverneur sortant Camilo Capibéribe (pt) (PSB). En octobre 2018, il est réélu avec 191 741 voix face à son candidat historique à plusieurs élections João Capiberibe (pt) (PSB).
En 2020, son administration face à une large panne de courant de plusieurs jours dans tout l'État, au cours de laquelle il a été notamment accusé d'être responsable de la privatisation de la Companhia de Eletricidade do Amapá (CEA), des pannes majeures se sont à nouveau produites en 2021 et 2022.

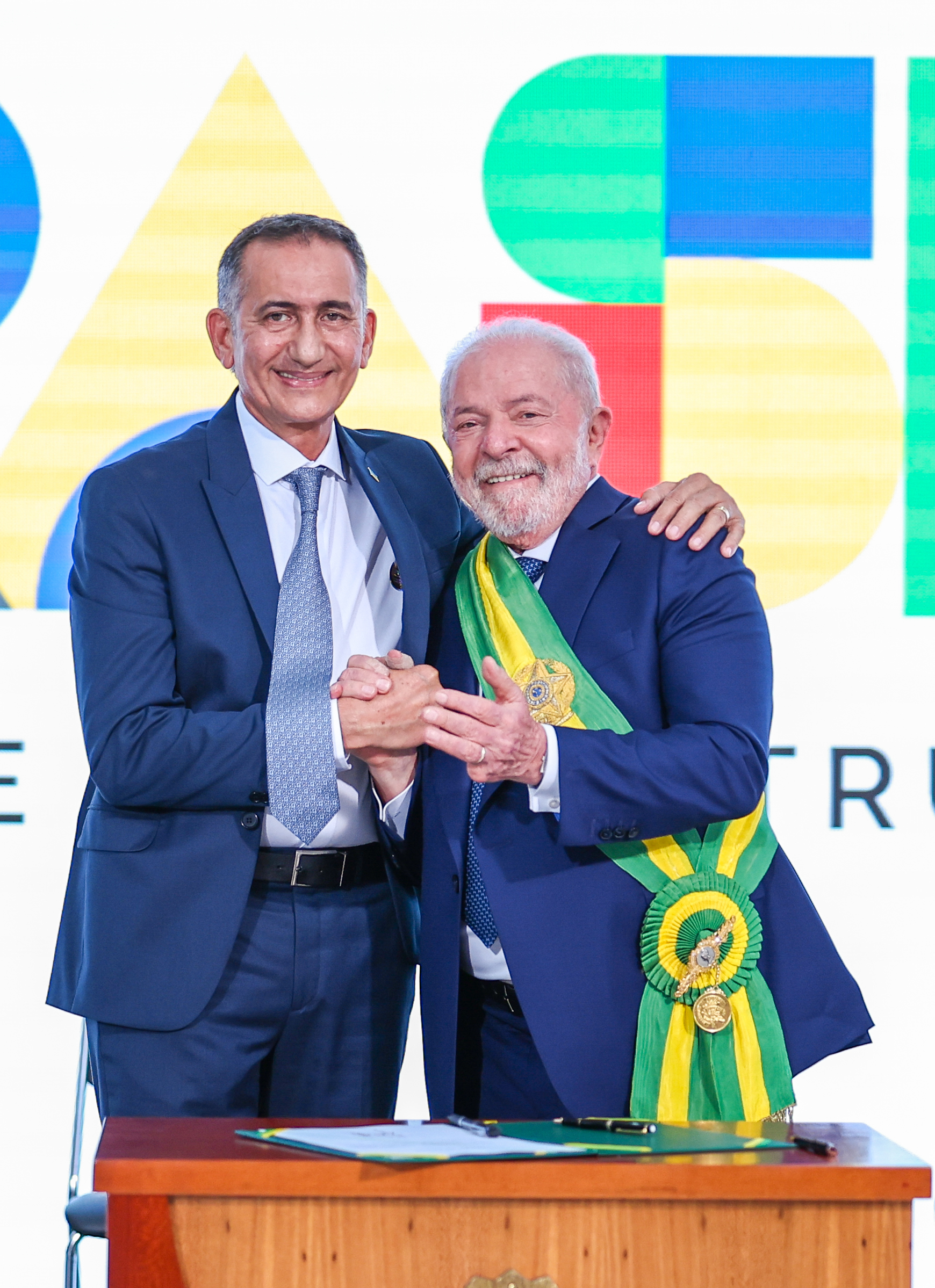
Le ministre Waldez Góes avec Lula le 1er janvier 2023.

#### Ministre de l'Intégration et du Développement régional
Le 29 décembre 2022, Waldez Góes est nommé et annoncé en tant que ministre de l'Intégration et du Développement régional dans le troisième gouvernement de Lula. Il prend ses fonctions le 1er janvier 2023.
Sa nomination est liée au quota du parti UNIÃO, qui reste indépendant au Congrès,, mais a trois portefeuilles au sein du gouvernement. Afin d'être nommé, il a donc reçu le soutien d'UNIÃO et surtout de son allié politique le sénateur Davi Alcolumbre (pt). Selon l'accord avec le parti du centrão, cette nomination était conditionné à son ralliement au parti.
Finalement, quatre jours après son investiture en tant que ministre, il annonce finalement ne pas rejoindre UNIÃO mais reste tout de même au gouvernement en tant que quota ministériel lié au parti.
Le 6 janvier, soit deux jours après la décision de Waldez Góes, malgré l'indication de Lula qu'il servira de négociateur avec UNIÃO et qu'il est un quota, le parti annonce ne pas reconnaitre Waldez Góes comme l'un de leurs ministres, rendant possibles des rébellions d'UNIÃO au Congrès pour le gouvernement.